# Överbosjön, Hälsingland
Överbosjön är en sjö i Hudiksvalls kommun i Hälsingland och ingår i Harmångersån-Delångersåns kustområde. Sjön har en area på 0,179 kvadratkilometer och ligger 65 meter över havet. Sjön avvattnas av vattendraget Hallstaån.

## Delavrinningsområde
Överbosjön ingår i det delavrinningsområde (685646-156129) som SMHI kallar för Utloppet av Överbosjön. Medelhöjden är 101 meter över havet och ytan är 1,41 kvadratkilometer. Räknas de 3 avrinningsområdena uppströms in blir den ackumulerade arean 18,96 kvadratkilometer. Avrinningsområdets utflöde Hallstaån mynnar i havet. Avrinningsområdet består mestadels av skog (71 procent). Avrinningsområdet har 0,18 kvadratkilometer vattenytor vilket ger det en sjöprocent på 12,8 procent.